# Лама ди Рено (Болоња)
Лама ди Рено (итал. Lama di Reno) је насеље у Италији у округу Болоња, региону Емилија-Ромања.
Према процени из 2011. у насељу је живело 996 становника. Насеље се налази на надморској висини од 108 m.